# Aders duiker
De Aders duiker (Leucocephalophus adersi)  is een zoogdier uit de familie van de holhoornigen (Bovidae). De wetenschappelijke naam van de soort werd voor het eerst geldig gepubliceerd door Thomas in 1918.

## Verspreidingsgebied
De soort wordt aangetroffen in Tanzania en Kenia.